# Яковцево (Пошехонский район)
Яковцево — деревня в Пошехонском районе Ярославской области России. Входит в состав Пригородного сельского поселения.

## География
Расположена на берегу реки Сохоть в 3 км на юг от села Колодина и в 33 км на север от райцентра города Пошехонье.

## История
Близ деревни на погосте Грамотино существовала Покровская церковь, построенная в 1815 году. 
В конце XIX — начале XX века деревня входила в состав Софроновской волости Пошехонского уезда Ярославской губернии.
С 1929 года деревня входила в состав Колодинского сельсовета Пошехонского района, в 1946 — 1957 годах в составе Владыченского района, с 2005 года — в составе Пригородного сельского поселения.

## Население
| 1859 | 1914 | 2002 | 2007 | 2010 |
| ---- | ---- | ---- | ---- | ---- |
| 118  | ↗135 | ↘14  | ↘5   | ↘1   |